# 腦控
脑控，也称为电子骚扰（英語：Electronic harassment）是一種在網際網路上流傳的陰謀論，指代「用科技手段远程控制大脑」。醫學界普遍認為所謂「腦控症狀」實為思覺失調症患者和妄想障碍患者的幻覺。

## 分析

### 科學
以當前電脑科学及腦科學領域的科技能力，對大腦進行控制仍有實務上的難關。目前最接近實用的技術是腦機接口，但離完全無線操作還有相當的距離；使用者戴上有關腦機接口裝置或進行腦手術植入有關腦機接口的裝置有無辦法做到遠程無線腦控仍然沒有任何相關的實驗研究。

### 醫學

#### 精神病學
在現實世界中有思覺失調症患者認為自己是「腦控受害者」，是因為他們的大腦受到幻聽聲音與現實產生誤判，大腦產生的幻聽聲音與自己心靈感應的溝通，這是大腦被幻覺困擾產生妄想症的一種，从精神科医生诊断经验以及醫學文献中可以确认，“受脑控感” 即“mind control experiences”（MCEs），是一种被称为threat/control-override (TCO)的体验。

#### 寄生蟲及細菌
部分寄生蟲及細菌，可以影響人類大腦，改變人類行為及情緒，可能導致人們誤以為被他人腦控。

### 對科技的誤解

#### 科技恐懼
科技恐懼（Technophobia）是指对先进技术或复杂设备，尤其是电脑的恐惧或厌恶，他們对技术恐惧尽管存在大量解释，他们似乎变得更加复杂，就向技术不断发展一样。该术语通常被用于非理性的恐惧，但他們與其他人却争辩说他們的担忧是有道理的，這与电脑恐惧相关。

## 妄想引發的犯罪
部分自稱遭受腦控的妄想狂進行了犯罪。這些罪行中包括大規模槍擊。
2013年8月13日，弗阿德·阿布多·艾哈邁德（Fuaed Abdo Ahmed）在聖約瑟夫的一家銀行内將他的前女友一家劫為人質，指控他們在他的腦子植入了某種“麥克風”，最終飲彈自盡。隨後的警方調查正式得出結論：艾哈邁德患有精神疾病，例如幻聽和偏執型精神分裂症。
2013年9月16日，阿龍·亞歷克西斯（Aaron Alexis）在華盛頓海軍工廠槍殺12人、打傷3人，亞歷克西斯被捕後聲稱他遭遇“極低頻率的電磁波的控制”。
2014年11月20日，邁倫·梅（Mayron May）在佛羅里達州立大學校園內開槍打傷了三人，並被警察擊斃。襲擊開始前，他越來越擔心自己受到政府的“腦控監視”。
2016年7月17日，加文·尤金·朗（Gavin Eugene Long）在路易斯安那州巴吞魯日殺害了3名警察、打傷3人，他被捕後聲稱他在幫助遭受“遠程大腦實驗，對整個人體的遠程神經監視”的人們。

## 流行文化
2016年电子游戏《黎明杀机》中，赫曼·卡特毕业于耶鲁大学后供职于伊利诺伊州一处中情局审问间谍的秘密设施，对外名义为莱利疗养中心。赫曼对外的身份是医生，但实际是进行各种人体实验。为了更有效的工作，医生使用远程控制囚犯大脑的脑控技术，使得被控制者神经紊乱产生幻觉，难以摆脱控制。